# Thecla yojoa
Thecla yojoa är en fjärilsart som beskrevs av Tryon Reakirt 1866. Thecla yojoa ingår i släktet Thecla och familjen juvelvingar. Inga underarter finns listade i Catalogue of Life.